# 海部東農業協同組合
海部東農業協同組合（あまひがしのうぎょうきょうどうくみあい）は、愛知県津島市の一部と、あま市、海部郡大治町を管轄していた農業協同組合である。略称はJA海部東。

## 沿革
- 1995年（平成7年） - 津島市神守地区、海部郡七宝町、同郡美和町、同郡甚目寺町、同郡大治町のJAが合併し設立。
- 2024年（令和6年）7月1日 - 同じ津島市及び海部地域を拠点とするあいち海部農業協同組合と合併。対等合併であるが名称はあいち海部農業協同組合の名称を引き継ぐ。また、合併後の本店はあいち海部農業協同組合の現行の本店に設置し、海部東農業協同組合の本店は現行通り、神守支店とローンセンター神守が置かれる。

## 店舗

### 店舗一覧
- 津島市：本店、神守支店
- あま市：七宝支店、伊福支店、美和支店、甚目寺支店
- 大治町：大治支店

### その他の施設
- 営農センター
- グリーンプラザ